# 뒷부리장다리물떼새
뒷부리장다리물떼새(pied avocet, 학명: Recurvirostra avosetta)는 장다리물떼새과에 속하는 크기가 큰 흑백색의 섭금류이다. 온난한 유럽에 서식하며 구북구를 걸쳐 중앙아시아, 그리고 러시아 극동에까지 걸쳐있다. 철새 종이며 대부분이 아프리카나 남아시아에서 겨울을 난다. 일부는 스페인 남부, 잉글랜드 남부처럼 가장 온난한 지역에서 겨울을 난다.
장다리물떼새속(Recurvirostra)을 이루는 장다리물떼새과의 4개의 종들 가운데 하나이다.
몸 길이는 약 41.9~45.1센티미터에 이르며 그 중 부리는 약 7.5~8.5센티미터, 다리의 길이는 약 7.6~10.2센티미터에 이른다. 날개 길이는 약 76~80센티미터이다. 수컷과 암컷은 서로 비슷하게 생겼다. 어린 놈은 성체와 유사하지만 회색톤이 더 깃들어있다.
얕은 물이나 진흙에서 먹이를 찾는다. 부리를 이용하여 물 곳곳을 쪼으며 주로 갑각류와 곤충류를 먹는다.
작은 무리로 모이며 개방된 땅 위에 둥지를 튼다. 알은 3~5개 낳는다.